# 陈怀民
陈怀民（1916年12月25日—1938年4月29日），又名陈天民，男，江苏镇江人，中华民国军事人物，空军飞行员，於四二九空戰中犧牲。